# Melica aschersonii
Melica aschersonii är en gräsart som beskrevs av Carl Theodor Maximilian Schulze. Melica aschersonii ingår i släktet slokar, och familjen gräs. Inga underarter finns listade i Catalogue of Life.